# Tour de l'Ain 2011
La 23e édition de la course cycliste Tour de l'Ain s'est déroulée du 9 au 13 août 2011. La course comptait au classement de l'UCI Europe Tour 2011. Débutant par un prologue à Bourg-en-Bresse, la course se terminait au col du Grand Colombier. La victoire finale est revenue au français David Moncoutié.

## Participation
Classé en catégorie 2.1 de l'UCI Europe Tour, le Tour de l'Ain est par conséquent ouvert aux UCI ProTeams dans la limite de 50 % des équipes participantes, aux équipes continentales professionnelles, aux équipes continentales et à des équipes nationales.
| ProTeams (3)- Ag2r La Mondiale - Astana - Vacansoleil-DCM Équipes continentales professionnelles (9)- Saur-Sojasun - FDJ - Team Europcar - Skil-Shimano - Cofidis, le Crédit en Ligne - Colombia es Pasión-Café de Colombia - SpiderTech-C10 - NetApp - Bretagne-Schuller Équipes continentales (3)- Rabobank Continental Team - Roubaix Lille Métropole - Big Mat-Auber 93 Équipe nationale- France espoirs |
| |

## Les étapes
Comme en 2010, le Tour de l'Ain se dispute sur cinq jours de course.
| Étape     | Date    | Villes étapes                     | type                        | Distance (km) | Vainqueur d'étape | Leader du classement général |
| --------- | ------- | --------------------------------- | --------------------------- | ------------- | ----------------- | ---------------------------- |
| Prologue  | 9 août  | Bourg-en-Bresse – Bourg-en-Bresse | contre-la-montre individuel | 3,7           | Wilco Kelderman   | Wilco Kelderman              |
| 1re étape | 10 août | Meximieux – Saint-Vulbas          |                             | 136,6         | Jimmy Casper      | Wilco Kelderman              |
| 2e étape  | 11 août | parc des oiseaux – Bellignat      |                             | 153,6         | Thibaut Pinot     | Thibaut Pinot                |
| 3e étape  | 12 août | Nantua – Lélex                    |                             | 129,1         | Wout Poels        | Wout Poels                   |
| 4e étape  | 13 août | Belley – col du Grand Colombier   |                             | 134,8         | Thibaut Pinot     | David Moncoutié              |

## Récit de la course

### Prologue
9 août 2011 -  Bourg-en-Bresse - Bourg-en-Bresse, 3,7 km (clm)
| \| Classement de l'étape \| Classement de l'étape \| Classement de l'étape \| Classement de l'étape \| Classement de l'étape \| \| Coureur \| Coureur \| Pays \| Équipe \| Temps \| \| --------------------- \| ---------------------- \| --------------------- \| --------------------- \| --------------------- \| \| 1er \| Wilco Kelderman \| Pays-Bas \| Rabobank Continental \| 4 min 33 s \| \| 2e \| Jan Bárta \| Tchéquie \| NetApp \| + 0 s \| \| 3e \| Jean-Christophe Péraud \| France \| AG2R La Mondiale \| + 1 s \| \| 4e \| Jérôme Coppel \| France \| Saur-Sojasun \| + 1 s \| \| 5e \| Tom Dumoulin \| Pays-Bas \| Rabobank Continental \| + 3 s \| \| 6e \| Laurent Mangel \| France \| Saur-Sojasun \| + 4 s \| \| 7e \| Jasper Bovenhuis \| Pays-Bas \| Rabobank Continental \| + 4 s \| \| 8e \| Tony Hurel \| France \| Team Europcar \| + 5 s \| \| 9e \| Sander Oostlander \| Pays-Bas \| Skil-Shimano \| + 7 s \| \| 10e \| Daryl Impey \| Afrique du Sud \| NetApp \| + 8 s \| |                        |                |                      |            |
| |                        |                |                      |            |
| Sources : ProCyclingStats Cycling Archives |                        |                |                      |            |
| Classement de l'étape |                        |                |                      |            |
| Coureur | Coureur                | Pays           | Équipe               | Temps      |
| 1er | Wilco Kelderman        | Pays-Bas       | Rabobank Continental | 4 min 33 s |
| 2e | Jan Bárta              | Tchéquie       | NetApp               | + 0 s      |
| 3e | Jean-Christophe Péraud | France         | AG2R La Mondiale     | + 1 s      |
| 4e | Jérôme Coppel          | France         | Saur-Sojasun         | + 1 s      |
| 5e | Tom Dumoulin           | Pays-Bas       | Rabobank Continental | + 3 s      |
| 6e | Laurent Mangel         | France         | Saur-Sojasun         | + 4 s      |
| 7e | Jasper Bovenhuis       | Pays-Bas       | Rabobank Continental | + 4 s      |
| 8e | Tony Hurel             | France         | Team Europcar        | + 5 s      |
| 9e | Sander Oostlander      | Pays-Bas       | Skil-Shimano         | + 7 s      |
| 10e | Daryl Impey            | Afrique du Sud | NetApp               | + 8 s      |

| \| Classement général \| Classement général \| Classement général \| Classement général \| Classement général \| \| Coureur \| Coureur \| Pays \| Équipe \| Temps \| \| ------------------ \| ---------------------- \| ------------------ \| -------------------- \| ------------------ \| \| 1er \| Wilco Kelderman \| Pays-Bas \| Rabobank Continental \| 4 min 33 s \| \| 2e \| Jan Bárta \| Tchéquie \| NetApp \| + 0 s \| \| 3e \| Jean-Christophe Péraud \| France \| AG2R La Mondiale \| + 1 s \| \| 4e \| Jérôme Coppel \| France \| Saur-Sojasun \| + 1 s \| \| 5e \| Tom Dumoulin \| Pays-Bas \| Rabobank Continental \| + 3 s \| \| 6e \| Laurent Mangel \| France \| Saur-Sojasun \| + 4 s \| \| 7e \| Jasper Bovenhuis \| Pays-Bas \| Rabobank Continental \| + 4 s \| \| 8e \| Tony Hurel \| France \| Team Europcar \| + 5 s \| \| 9e \| Sander Oostlander \| Pays-Bas \| Skil-Shimano \| + 7 s \| \| 10e \| Daryl Impey \| Afrique du Sud \| NetApp \| + 8 s \| |                        |                |                      |            |
| |                        |                |                      |            |
| Sources : ProCyclingStats Cycling Archives |                        |                |                      |            |
| Classement général |                        |                |                      |            |
| Coureur | Coureur                | Pays           | Équipe               | Temps      |
| 1er | Wilco Kelderman        | Pays-Bas       | Rabobank Continental | 4 min 33 s |
| 2e | Jan Bárta              | Tchéquie       | NetApp               | + 0 s      |
| 3e | Jean-Christophe Péraud | France         | AG2R La Mondiale     | + 1 s      |
| 4e | Jérôme Coppel          | France         | Saur-Sojasun         | + 1 s      |
| 5e | Tom Dumoulin           | Pays-Bas       | Rabobank Continental | + 3 s      |
| 6e | Laurent Mangel         | France         | Saur-Sojasun         | + 4 s      |
| 7e | Jasper Bovenhuis       | Pays-Bas       | Rabobank Continental | + 4 s      |
| 8e | Tony Hurel             | France         | Team Europcar        | + 5 s      |
| 9e | Sander Oostlander      | Pays-Bas       | Skil-Shimano         | + 7 s      |
| 10e | Daryl Impey            | Afrique du Sud | NetApp               | + 8 s      |

### 1reétape
10 août 2011 - Meximieux - Saint-Vulbas, 136,6 km
| \| Classement de l'étape \| Classement de l'étape \| Classement de l'étape \| Classement de l'étape \| Classement de l'étape \| \| Coureur \| Coureur \| Pays \| Équipe \| Temps \| \| --------------------- \| --------------------- \| --------------------- \| ----------------------- \| --------------------- \| \| 1er \| Jimmy Casper \| France \| Saur-Sojasun \| 3 h 16 min 26 s \| \| 2e \| Romain Hardy \| France \| Bretagne-Schuller \| + 0 s \| \| 3e \| Robin Chaigneau \| Pays-Bas \| Skil-Shimano \| + 0 s \| \| 4e \| Daryl Impey \| Afrique du Sud \| NetApp \| + 0 s \| \| 5e \| Jasper Bovenhuis \| Pays-Bas \| Rabobank Continental \| + 0 s \| \| 6e \| Pim Ligthart \| Pays-Bas \| Vacansoleil-DCM \| + 0 s \| \| 7e \| Morgan Kneisky \| France \| Roubaix Lille Métropole \| + 0 s \| \| 8e \| Geoffrey Soupe \| France \| FDJ \| + 0 s \| \| 9e \| Wout Poels \| Pays-Bas \| Vacansoleil-DCM \| + 0 s \| \| 10e \| Giovanni Bernaudeau \| France \| Team Europcar \| + 0 s \| |                     |                |                         |                 |
| |                     |                |                         |                 |
| Sources : ProCyclingStats Cycling Archives |                     |                |                         |                 |
| Classement de l'étape |                     |                |                         |                 |
| Coureur | Coureur             | Pays           | Équipe                  | Temps           |
| 1er | Jimmy Casper        | France         | Saur-Sojasun            | 3 h 16 min 26 s |
| 2e | Romain Hardy        | France         | Bretagne-Schuller       | + 0 s           |
| 3e | Robin Chaigneau     | Pays-Bas       | Skil-Shimano            | + 0 s           |
| 4e | Daryl Impey         | Afrique du Sud | NetApp                  | + 0 s           |
| 5e | Jasper Bovenhuis    | Pays-Bas       | Rabobank Continental    | + 0 s           |
| 6e | Pim Ligthart        | Pays-Bas       | Vacansoleil-DCM         | + 0 s           |
| 7e | Morgan Kneisky      | France         | Roubaix Lille Métropole | + 0 s           |
| 8e | Geoffrey Soupe      | France         | FDJ                     | + 0 s           |
| 9e | Wout Poels          | Pays-Bas       | Vacansoleil-DCM         | + 0 s           |
| 10e | Giovanni Bernaudeau | France         | Team Europcar           | + 0 s           |

| \| Classement général \| Classement général \| Classement général \| Classement général \| Classement général \| \| Coureur \| Coureur \| Pays \| Équipe \| Temps \| \| ------------------ \| ---------------------- \| ------------------ \| -------------------- \| ------------------ \| \| 1er \| Wilco Kelderman \| Pays-Bas \| Rabobank Continental \| 3 h 20 min 59 s \| \| 2e \| Jan Bárta \| Tchéquie \| NetApp \| + 0 s \| \| 3e \| Jimmy Casper \| France \| Saur-Sojasun \| + 1 s \| \| 4e \| Jean-Christophe Péraud \| France \| AG2R La Mondiale \| + 1 s \| \| 5e \| Jérôme Coppel \| France \| Saur-Sojasun \| + 1 s \| \| 6e \| Tom Dumoulin \| Pays-Bas \| Rabobank Continental \| + 3 s \| \| 7e \| Laurent Mangel \| France \| Saur-Sojasun \| + 4 s \| \| 8e \| Jasper Bovenhuis \| Pays-Bas \| Rabobank Continental \| + 4 s \| \| 9e \| Tony Hurel \| France \| Team Europcar \| + 5 s \| \| 10e \| Robin Chaigneau \| Pays-Bas \| Skil-Shimano \| + 7 s \| |                        |          |                      |                 |
| |                        |          |                      |                 |
| Sources : ProCyclingStats Cycling Archives |                        |          |                      |                 |
| Classement général |                        |          |                      |                 |
| Coureur | Coureur                | Pays     | Équipe               | Temps           |
| 1er | Wilco Kelderman        | Pays-Bas | Rabobank Continental | 3 h 20 min 59 s |
| 2e | Jan Bárta              | Tchéquie | NetApp               | + 0 s           |
| 3e | Jimmy Casper           | France   | Saur-Sojasun         | + 1 s           |
| 4e | Jean-Christophe Péraud | France   | AG2R La Mondiale     | + 1 s           |
| 5e | Jérôme Coppel          | France   | Saur-Sojasun         | + 1 s           |
| 6e | Tom Dumoulin           | Pays-Bas | Rabobank Continental | + 3 s           |
| 7e | Laurent Mangel         | France   | Saur-Sojasun         | + 4 s           |
| 8e | Jasper Bovenhuis       | Pays-Bas | Rabobank Continental | + 4 s           |
| 9e | Tony Hurel             | France   | Team Europcar        | + 5 s           |
| 10e | Robin Chaigneau        | Pays-Bas | Skil-Shimano         | + 7 s           |

### 2eétape

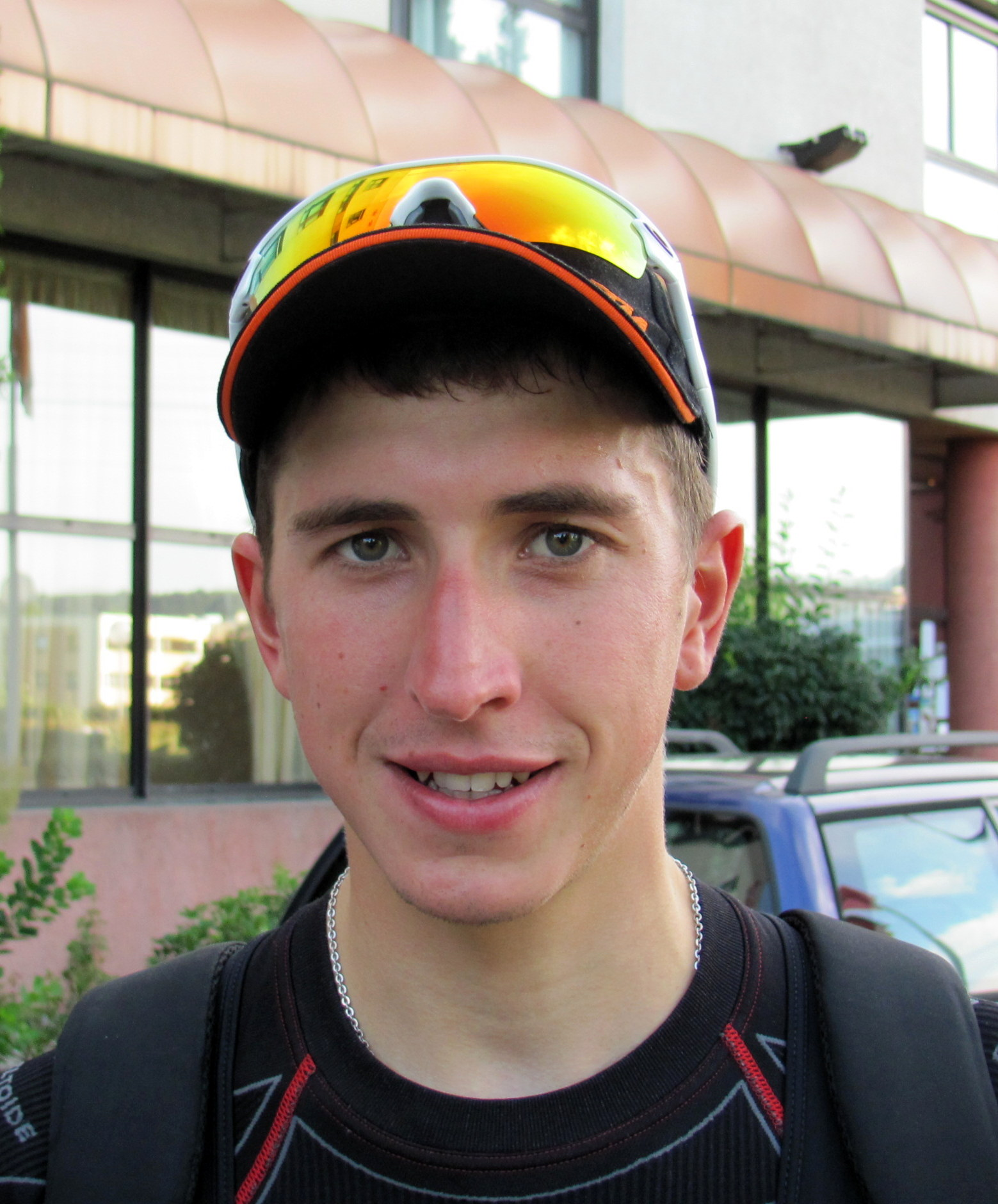
: Romain Hardy au soir de la 2e étape du Tour de l'Ain 2011, à l'issue de laquelle il est maillot vert.

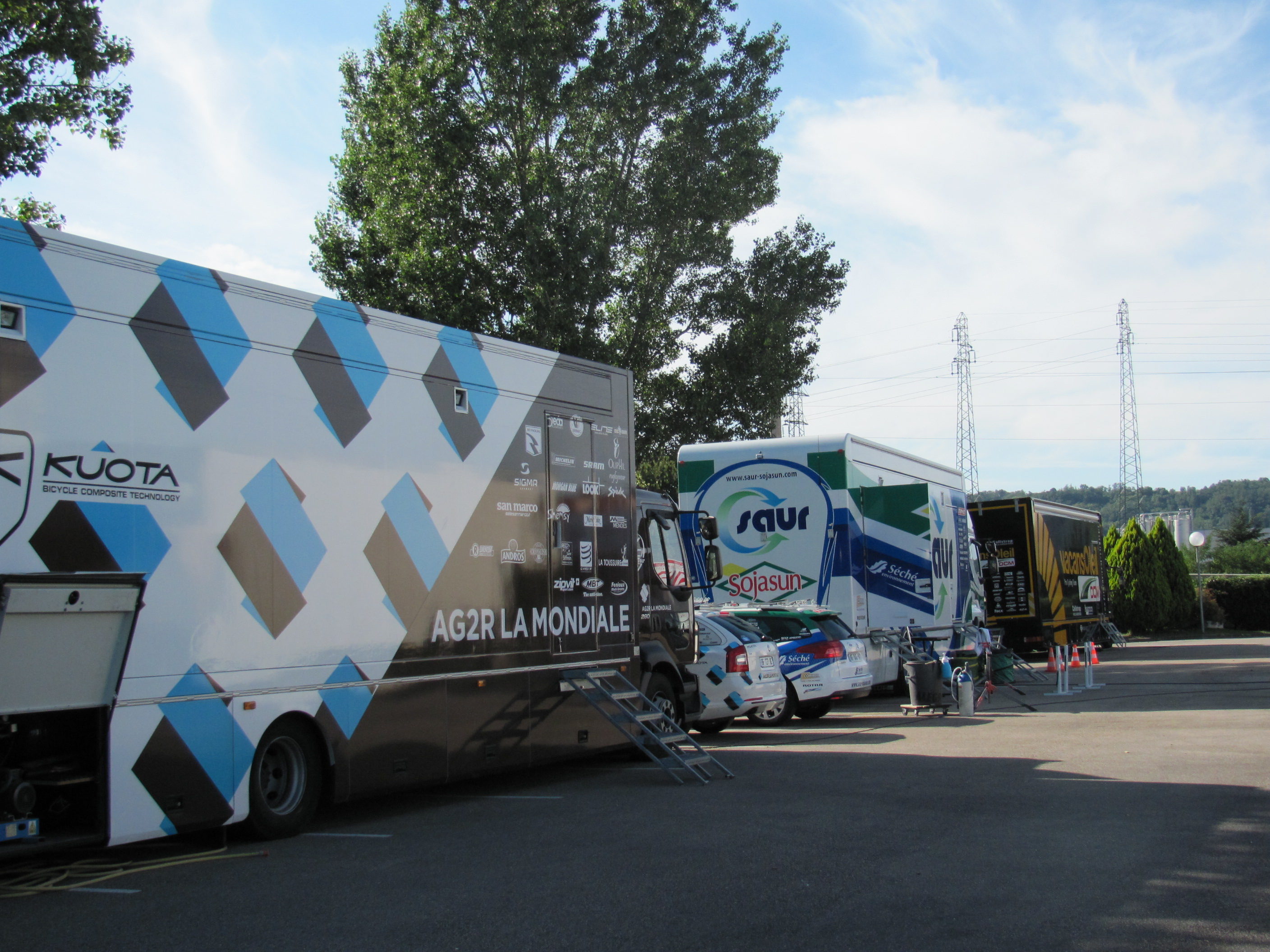
Le camion de l'équipe cycliste AG2R La Mondiale au soir de la seconde étape (à l'hôtel Lyon-est de Saint-Maurice-de-Beynost).

11 août 2011 - Villars-les-Dombes (Parc des oiseaux) - Bellignat, 153,6 km
| \| Classement de l'étape \| Classement de l'étape \| Classement de l'étape \| Classement de l'étape \| Classement de l'étape \| \| Coureur \| Coureur \| Pays \| Équipe \| Temps \| \| --------------------- \| --------------------- \| --------------------- \| ----------------------------------- \| --------------------- \| \| 1er \| Thibaut Pinot \| France \| FDJ \| 3 h 43 min 14 s \| \| 2e \| Rein Taaramäe \| Estonie \| Cofidis, le Crédit en Ligne \| + 0 s \| \| 3e \| Wout Poels \| Pays-Bas \| Vacansoleil-DCM \| + 0 s \| \| 4e \| Sylvain Georges \| France \| Big Mat-Auber 93 \| + 12 s \| \| 5e \| Thomas Damuseau \| France \| Skil-Shimano \| + 12 s \| \| 6e \| Romain Bardet \| France \| France espoirs \| + 12 s \| \| 7e \| Johnny Hoogerland \| Pays-Bas \| Vacansoleil-DCM \| + 12 s \| \| 8e \| Robinson Chalapud \| Colombie \| Colombia es Pasión-Café de Colombia \| + 12 s \| \| 9e \| Romain Hardy \| France \| Bretagne-Schuller \| + 12 s \| \| 10e \| John Gadret \| France \| AG2R La Mondiale \| + 12 s \| |                   |          |                                     |                 |
| |                   |          |                                     |                 |
| Sources : ProCyclingStats Cycling Archives |                   |          |                                     |                 |
| Classement de l'étape |                   |          |                                     |                 |
| Coureur | Coureur           | Pays     | Équipe                              | Temps           |
| 1er | Thibaut Pinot     | France   | FDJ                                 | 3 h 43 min 14 s |
| 2e | Rein Taaramäe     | Estonie  | Cofidis, le Crédit en Ligne         | + 0 s           |
| 3e | Wout Poels        | Pays-Bas | Vacansoleil-DCM                     | + 0 s           |
| 4e | Sylvain Georges   | France   | Big Mat-Auber 93                    | + 12 s          |
| 5e | Thomas Damuseau   | France   | Skil-Shimano                        | + 12 s          |
| 6e | Romain Bardet     | France   | France espoirs                      | + 12 s          |
| 7e | Johnny Hoogerland | Pays-Bas | Vacansoleil-DCM                     | + 12 s          |
| 8e | Robinson Chalapud | Colombie | Colombia es Pasión-Café de Colombia | + 12 s          |
| 9e | Romain Hardy      | France   | Bretagne-Schuller                   | + 12 s          |
| 10e | John Gadret       | France   | AG2R La Mondiale                    | + 12 s          |

| \| Classement général \| Classement général \| Classement général \| Classement général \| Classement général \| \| Coureur \| Coureur \| Pays \| Équipe \| Temps \| \| ------------------ \| ---------------------- \| ------------------ \| --------------------------- \| ------------------ \| \| 1er \| Thibaut Pinot \| France \| FDJ \| 3 h 43 min 14 s \| \| 2e \| Rein Taaramäe \| Estonie \| Cofidis, le Crédit en Ligne \| + 2 s \| \| 3e \| Wout Poels \| Pays-Bas \| Vacansoleil-DCM \| + 5 s \| \| 4e \| Wilco Kelderman \| Pays-Bas \| Rabobank Continental \| + 11 s \| \| 5e \| Jan Bárta \| Tchéquie \| NetApp \| + 11 s \| \| 6e \| Jean-Christophe Péraud \| France \| AG2R La Mondiale \| + 12 s \| \| 7e \| Jérôme Coppel \| France \| Saur-Sojasun \| + 12 s \| \| 8e \| Sander Oostlander \| Pays-Bas \| Skil-Shimano \| + 18 s \| \| 9e \| Daryl Impey \| Afrique du Sud \| NetApp \| + 19 s \| \| 10e \| Tanel Kangert \| Estonie \| Astana \| + 19 s \| |                        |                |                             |                 |
| |                        |                |                             |                 |
| Sources : ProCyclingStats Cycling Archives |                        |                |                             |                 |
| Classement général |                        |                |                             |                 |
| Coureur | Coureur                | Pays           | Équipe                      | Temps           |
| 1er | Thibaut Pinot          | France         | FDJ                         | 3 h 43 min 14 s |
| 2e | Rein Taaramäe          | Estonie        | Cofidis, le Crédit en Ligne | + 2 s           |
| 3e | Wout Poels             | Pays-Bas       | Vacansoleil-DCM             | + 5 s           |
| 4e | Wilco Kelderman        | Pays-Bas       | Rabobank Continental        | + 11 s          |
| 5e | Jan Bárta              | Tchéquie       | NetApp                      | + 11 s          |
| 6e | Jean-Christophe Péraud | France         | AG2R La Mondiale            | + 12 s          |
| 7e | Jérôme Coppel          | France         | Saur-Sojasun                | + 12 s          |
| 8e | Sander Oostlander      | Pays-Bas       | Skil-Shimano                | + 18 s          |
| 9e | Daryl Impey            | Afrique du Sud | NetApp                      | + 19 s          |
| 10e | Tanel Kangert          | Estonie        | Astana                      | + 19 s          |

### 3eétape
12 août 2011 - Nantua - Lélex, 129,1 km
| \| Classement de l'étape \| Classement de l'étape \| Classement de l'étape \| Classement de l'étape \| Classement de l'étape \| \| Coureur \| Coureur \| Pays \| Équipe \| Temps \| \| --------------------- \| --------------------- \| --------------------- \| --------------------------- \| --------------------- \| \| 1er \| Wout Poels \| Pays-Bas \| Vacansoleil-DCM \| 3 h 16 min 04 s \| \| 2e \| Pierre Rolland \| France \| Team Europcar \| + 0 s \| \| 3e \| David Moncoutié \| France \| Cofidis, le Crédit en Ligne \| + 2 s \| \| 4e \| Romain Bardet \| France \| France espoirs \| + 24 s \| \| 5e \| Johnny Hoogerland \| Pays-Bas \| Vacansoleil-DCM \| + 24 s \| \| 6e \| Warren Barguil \| France \| Bretagne-Schuller \| + 24 s \| \| 7e \| Cyril Dessel \| France \| AG2R La Mondiale \| + 24 s \| \| 8e \| Florian Guillou \| France \| Bretagne-Schuller \| + 24 s \| \| 9e \| Jérôme Coppel \| France \| Saur-Sojasun \| + 24 s \| \| 10e \| Leopold König \| Tchéquie \| NetApp \| + 24 s \| |                   |          |                             |                 |
| |                   |          |                             |                 |
| Sources : ProCyclingStats Cycling Archives |                   |          |                             |                 |
| Classement de l'étape |                   |          |                             |                 |
| Coureur | Coureur           | Pays     | Équipe                      | Temps           |
| 1er | Wout Poels        | Pays-Bas | Vacansoleil-DCM             | 3 h 16 min 04 s |
| 2e | Pierre Rolland    | France   | Team Europcar               | + 0 s           |
| 3e | David Moncoutié   | France   | Cofidis, le Crédit en Ligne | + 2 s           |
| 4e | Romain Bardet     | France   | France espoirs              | + 24 s          |
| 5e | Johnny Hoogerland | Pays-Bas | Vacansoleil-DCM             | + 24 s          |
| 6e | Warren Barguil    | France   | Bretagne-Schuller           | + 24 s          |
| 7e | Cyril Dessel      | France   | AG2R La Mondiale            | + 24 s          |
| 8e | Florian Guillou   | France   | Bretagne-Schuller           | + 24 s          |
| 9e | Jérôme Coppel     | France   | Saur-Sojasun                | + 24 s          |
| 10e | Leopold König     | Tchéquie | NetApp                      | + 24 s          |

| \| Classement général \| Classement général \| Classement général \| Classement général \| Classement général \| \| Coureur \| Coureur \| Pays \| Équipe \| Temps \| \| ------------------ \| ---------------------- \| ------------------ \| --------------------------- \| ------------------ \| \| 1er \| Wout Poels \| Pays-Bas \| Vacansoleil-DCM \| 10 h 20 min 13 s \| \| 2e \| Pierre Rolland \| France \| Team Europcar \| + 22 s \| \| 3e \| David Moncoutié \| France \| Cofidis, le Crédit en Ligne \| + 28 s \| \| 4e \| Jean-Christophe Péraud \| France \| AG2R La Mondiale \| + 41 s \| \| 5e \| Jérôme Coppel \| France \| Saur-Sojasun \| + 41 s \| \| 6e \| Svein Tuft \| Canada \| SpiderTech-C10 \| + 49 s \| \| 7e \| Leopold König \| Tchéquie \| NetApp \| + 56 s \| \| 8e \| Hubert Dupont \| France \| AG2R La Mondiale \| + 59 s \| \| 9e \| John Gadret \| France \| AG2R La Mondiale \| + 59 s \| \| 10e \| Warren Barguil \| France \| Bretagne-Schuller \| + 1 min 00 s \| |                        |          |                             |                  |
| |                        |          |                             |                  |
| Sources : ProCyclingStats Cycling Archives |                        |          |                             |                  |
| Classement général |                        |          |                             |                  |
| Coureur | Coureur                | Pays     | Équipe                      | Temps            |
| 1er | Wout Poels             | Pays-Bas | Vacansoleil-DCM             | 10 h 20 min 13 s |
| 2e | Pierre Rolland         | France   | Team Europcar               | + 22 s           |
| 3e | David Moncoutié        | France   | Cofidis, le Crédit en Ligne | + 28 s           |
| 4e | Jean-Christophe Péraud | France   | AG2R La Mondiale            | + 41 s           |
| 5e | Jérôme Coppel          | France   | Saur-Sojasun                | + 41 s           |
| 6e | Svein Tuft             | Canada   | SpiderTech-C10              | + 49 s           |
| 7e | Leopold König          | Tchéquie | NetApp                      | + 56 s           |
| 8e | Hubert Dupont          | France   | AG2R La Mondiale            | + 59 s           |
| 9e | John Gadret            | France   | AG2R La Mondiale            | + 59 s           |
| 10e | Warren Barguil         | France   | Bretagne-Schuller           | + 1 min 00 s     |

### 4eétape

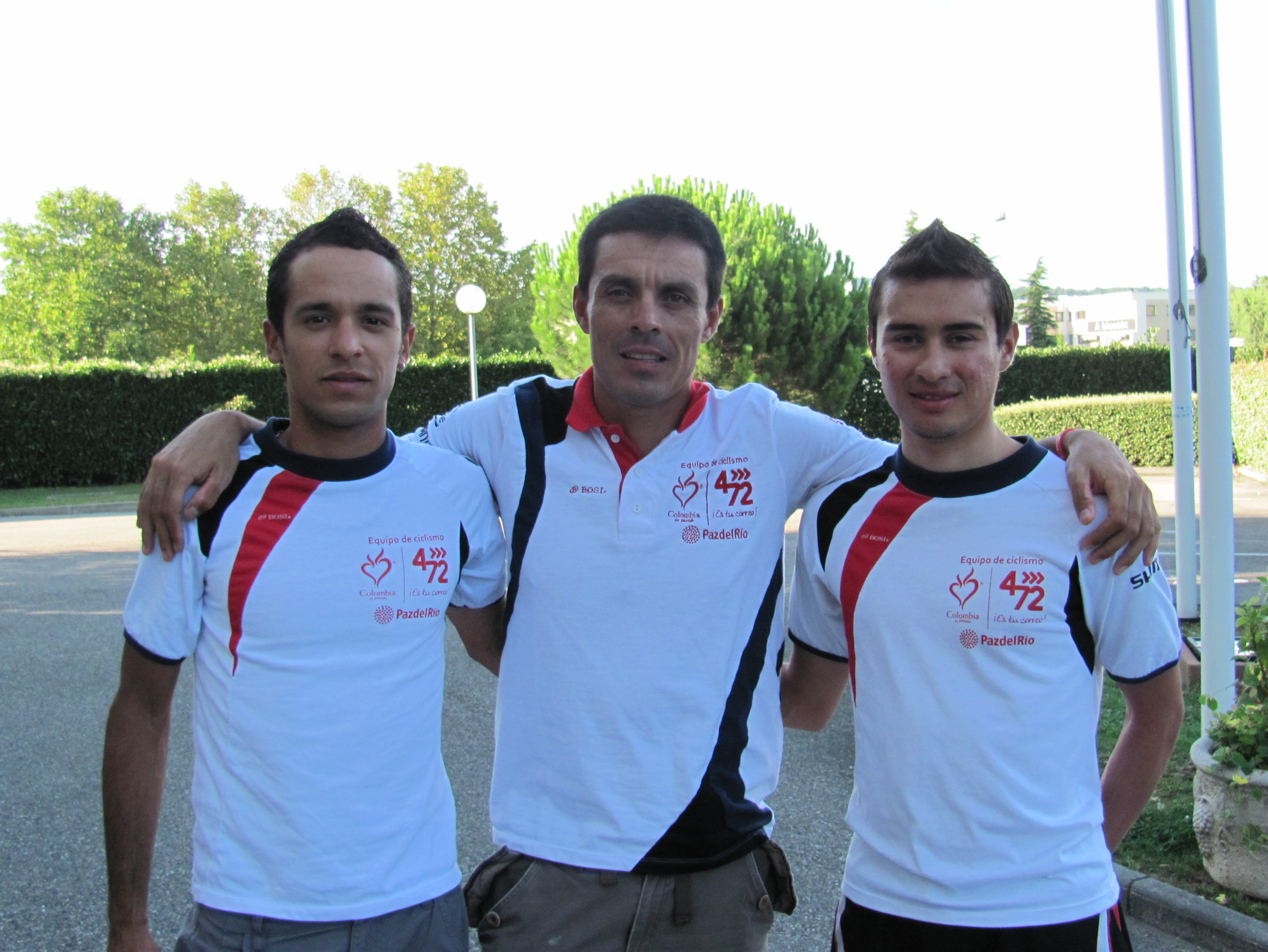
Au soir de la 4e étape (de gauche à droite) : Robinson Chalapud (7e de l'étape et finalement 5e du général) en compagnie de Víctor Hugo Peña (premier sud-américain à avoir porté le maillot jaune du Tour de France) et d'Andrés Martínez

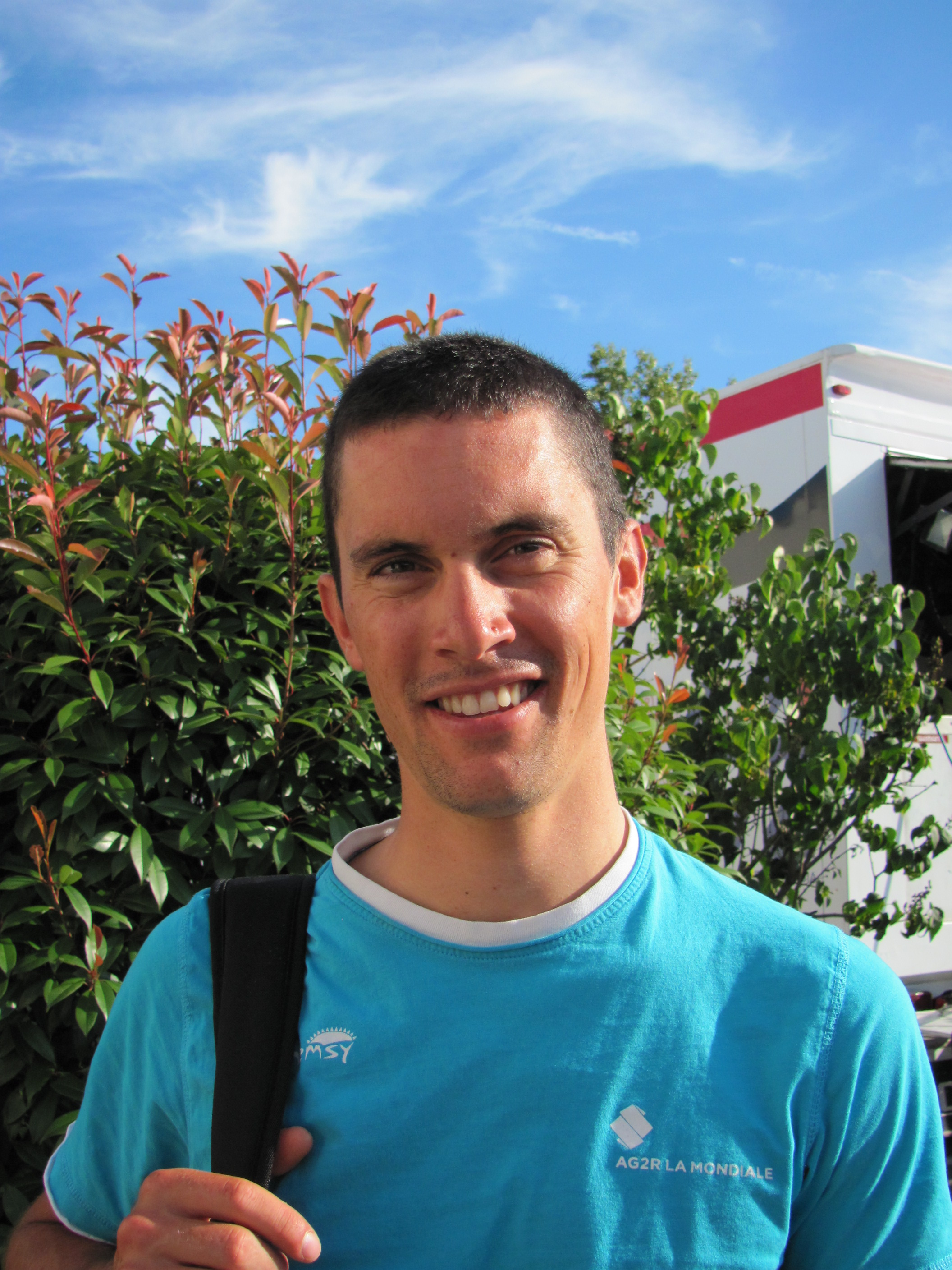
Guillaume Bonnafond (ici, au soir de la seconde étape), échappé avec quelques coureurs, pendant la première partie de la 4e étape

13 août 2011 - Belley - Col du Grand Colombier, 134,8 km
| \| Classement de l'étape \| Classement de l'étape \| Classement de l'étape \| Classement de l'étape \| Classement de l'étape \| \| Coureur \| Coureur \| Pays \| Équipe \| Temps \| \| --------------------- \| --------------------- \| --------------------- \| ----------------------------------- \| --------------------- \| \| 1er \| Thibaut Pinot \| France \| FDJ \| 3 h 45 min 17 s \| \| 2e \| David Moncoutié \| France \| Cofidis, le Crédit en Ligne \| + 3 s \| \| 3e \| Leopold König \| Tchéquie \| NetApp \| + 1 min 04 s \| \| 4e \| Darwin Atapuma \| Colombie \| Colombia es Pasión-Café de Colombia \| + 1 min 04 s \| \| 5e \| Wout Poels \| Pays-Bas \| Vacansoleil-DCM \| + 1 min 08 s \| \| 6e \| Maxime Méderel \| France \| Big Mat-Auber 93 \| + 1 min 13 s \| \| 7e \| Robinson Chalapud \| Colombie \| Colombia es Pasión-Café de Colombia \| + 1 min 14 s \| \| 8e \| Rein Taaramäe \| Estonie \| Cofidis, le Crédit en Ligne \| + 2 min 50 s \| \| 9e \| John Gadret \| France \| AG2R La Mondiale \| + 3 min 40 s \| \| 10e \| Leonardo Páez \| Colombie \| Colombia es Pasión-Café de Colombia \| + 3 min 41 s \| |                   |          |                                     |                 |
| |                   |          |                                     |                 |
| Sources : ProCyclingStats Cycling Archives |                   |          |                                     |                 |
| Classement de l'étape |                   |          |                                     |                 |
| Coureur | Coureur           | Pays     | Équipe                              | Temps           |
| 1er | Thibaut Pinot     | France   | FDJ                                 | 3 h 45 min 17 s |
| 2e | David Moncoutié   | France   | Cofidis, le Crédit en Ligne         | + 3 s           |
| 3e | Leopold König     | Tchéquie | NetApp                              | + 1 min 04 s    |
| 4e | Darwin Atapuma    | Colombie | Colombia es Pasión-Café de Colombia | + 1 min 04 s    |
| 5e | Wout Poels        | Pays-Bas | Vacansoleil-DCM                     | + 1 min 08 s    |
| 6e | Maxime Méderel    | France   | Big Mat-Auber 93                    | + 1 min 13 s    |
| 7e | Robinson Chalapud | Colombie | Colombia es Pasión-Café de Colombia | + 1 min 14 s    |
| 8e | Rein Taaramäe     | Estonie  | Cofidis, le Crédit en Ligne         | + 2 min 50 s    |
| 9e | John Gadret       | France   | AG2R La Mondiale                    | + 3 min 40 s    |
| 10e | Leonardo Páez     | Colombie | Colombia es Pasión-Café de Colombia | + 3 min 41 s    |

| \| Classement général \| Classement général \| Classement général \| Classement général \| Classement général \| \| Coureur \| Coureur \| Pays \| Équipe \| Temps \| \| ------------------ \| ---------------------- \| ------------------ \| ----------------------------------- \| ------------------ \| \| 1er \| David Moncoutié \| France \| Cofidis, le Crédit en Ligne \| 14 h 05 min 55 s \| \| 2e \| Wout Poels \| Pays-Bas \| Vacansoleil-DCM \| + 43 s \| \| 3e \| Leopold König \| Tchéquie \| NetApp \| + 1 min 31 s \| \| 4e \| Maxime Méderel \| France \| Big Mat-Auber 93 \| + 1 min 48 s \| \| 5e \| Robinson Chalapud \| Colombie \| Colombia es Pasión-Café de Colombia \| + 3 min 26 s \| \| 6e \| Pierre Rolland \| France \| Team Europcar \| + 3 min 53 s \| \| 7e \| John Gadret \| France \| AG2R La Mondiale \| + 4 min 14 s \| \| 8e \| Jean-Christophe Péraud \| France \| AG2R La Mondiale \| + 4 min 18 s \| \| 9e \| Darwin Atapuma \| Colombie \| Colombia es Pasión-Café de Colombia \| + 4 min 30 s \| \| 10e \| Warren Barguil \| France \| Bretagne-Schuller \| + 4 min 31 s \| |                        |          |                                     |                  |
| |                        |          |                                     |                  |
| Sources : ProCyclingStats Cycling Archives |                        |          |                                     |                  |
| Classement général |                        |          |                                     |                  |
| Coureur | Coureur                | Pays     | Équipe                              | Temps            |
| 1er | David Moncoutié        | France   | Cofidis, le Crédit en Ligne         | 14 h 05 min 55 s |
| 2e | Wout Poels             | Pays-Bas | Vacansoleil-DCM                     | + 43 s           |
| 3e | Leopold König          | Tchéquie | NetApp                              | + 1 min 31 s     |
| 4e | Maxime Méderel         | France   | Big Mat-Auber 93                    | + 1 min 48 s     |
| 5e | Robinson Chalapud      | Colombie | Colombia es Pasión-Café de Colombia | + 3 min 26 s     |
| 6e | Pierre Rolland         | France   | Team Europcar                       | + 3 min 53 s     |
| 7e | John Gadret            | France   | AG2R La Mondiale                    | + 4 min 14 s     |
| 8e | Jean-Christophe Péraud | France   | AG2R La Mondiale                    | + 4 min 18 s     |
| 9e | Darwin Atapuma         | Colombie | Colombia es Pasión-Café de Colombia | + 4 min 30 s     |
| 10e | Warren Barguil         | France   | Bretagne-Schuller                   | + 4 min 31 s     |

## Classements finals

### Classement général
| \| Classement général \| Classement général \| Classement général \| Classement général \| Classement général \| \| Coureur \| Coureur \| Pays \| Équipe \| Temps \| \| ------------------ \| ---------------------- \| ------------------ \| ----------------------------------- \| ------------------ \| \| 1er \| David Moncoutié \| France \| Cofidis, le Crédit en Ligne \| 14 h 05 min 55 s \| \| 2e \| Wout Poels \| Pays-Bas \| Vacansoleil-DCM \| + 43 s \| \| 3e \| Leopold König \| Tchéquie \| NetApp \| + 1 min 31 s \| \| 4e \| Maxime Méderel \| France \| Big Mat-Auber 93 \| + 1 min 48 s \| \| 5e \| Robinson Chalapud \| Colombie \| Colombia es Pasión-Café de Colombia \| + 3 min 26 s \| \| 6e \| Pierre Rolland \| France \| Team Europcar \| + 3 min 53 s \| \| 7e \| John Gadret \| France \| AG2R La Mondiale \| + 4 min 14 s \| \| 8e \| Jean-Christophe Péraud \| France \| AG2R La Mondiale \| + 4 min 18 s \| \| 9e \| Darwin Atapuma \| Colombie \| Colombia es Pasión-Café de Colombia \| + 4 min 30 s \| \| 10e \| Warren Barguil \| France \| Bretagne-Schuller \| + 4 min 31 s \| |                        |          |                                     |                  |
| |                        |          |                                     |                  |
| Sources : ProCyclingStats Cycling Archives |                        |          |                                     |                  |
| Classement général |                        |          |                                     |                  |
| Coureur | Coureur                | Pays     | Équipe                              | Temps            |
| 1er | David Moncoutié        | France   | Cofidis, le Crédit en Ligne         | 14 h 05 min 55 s |
| 2e | Wout Poels             | Pays-Bas | Vacansoleil-DCM                     | + 43 s           |
| 3e | Leopold König          | Tchéquie | NetApp                              | + 1 min 31 s     |
| 4e | Maxime Méderel         | France   | Big Mat-Auber 93                    | + 1 min 48 s     |
| 5e | Robinson Chalapud      | Colombie | Colombia es Pasión-Café de Colombia | + 3 min 26 s     |
| 6e | Pierre Rolland         | France   | Team Europcar                       | + 3 min 53 s     |
| 7e | John Gadret            | France   | AG2R La Mondiale                    | + 4 min 14 s     |
| 8e | Jean-Christophe Péraud | France   | AG2R La Mondiale                    | + 4 min 18 s     |
| 9e | Darwin Atapuma         | Colombie | Colombia es Pasión-Café de Colombia | + 4 min 30 s     |
| 10e | Warren Barguil         | France   | Bretagne-Schuller                   | + 4 min 31 s     |

### Classements annexes
| Classement par points | Classement par points | Classement par points | Classement par points       | Classement par points |
| Coureur               | Coureur               | Pays                  | Équipe                      | Points                |
| --------------------- | --------------------- | --------------------- | --------------------------- | --------------------- |
| 1er                   | Wout Poels            | Pays-Bas              | Vacansoleil-DCM             | 60 pts                |
| 2e                    | Thibaut Pinot         | France                | FDJ                         | 50 pts                |
| 3e                    | David Moncoutié       | France                | Cofidis, le Crédit en Ligne | 36 pts                |
| 4e                    | Rein Taaramäe         | Estonie               | Cofidis, le Crédit en Ligne | 28 pts                |
| 5e                    | Romain Hardy          | France                | Bretagne-Schuller           | 27 pts                |
| 6e                    | Jimmy Casper          | France                | Saur-Sojasun                | 26 pts                |
| 7e                    | Pierre Rolland        | France                | Team Europcar               | 25 pts                |
| 8e                    | Romain Bardet         | France                | France espoirs              | 25 pts                |
| 9e                    | Leopold König         | Tchéquie              | NetApp                      | 22 pts                |
| 10e                   | Johnny Hoogerland     | Pays-Bas              | Vacansoleil-DCM             | 21 pts                |

| Classement par points | Classement par points | Classement par points | Classement par points       | Classement par points |
| Coureur               | Coureur               | Pays                  | Équipe                      | Points                |
| --------------------- | --------------------- | --------------------- | --------------------------- | --------------------- |
| 1er                   | Wout Poels            | Pays-Bas              | Vacansoleil-DCM             | 60 pts                |
| 2e                    | Thibaut Pinot         | France                | FDJ                         | 50 pts                |
| 3e                    | David Moncoutié       | France                | Cofidis, le Crédit en Ligne | 36 pts                |
| 4e                    | Rein Taaramäe         | Estonie               | Cofidis, le Crédit en Ligne | 28 pts                |
| 5e                    | Romain Hardy          | France                | Bretagne-Schuller           | 27 pts                |
| 6e                    | Jimmy Casper          | France                | Saur-Sojasun                | 26 pts                |
| 7e                    | Pierre Rolland        | France                | Team Europcar               | 25 pts                |
| 8e                    | Romain Bardet         | France                | France espoirs              | 25 pts                |
| 9e                    | Leopold König         | Tchéquie              | NetApp                      | 22 pts                |
| 10e                   | Johnny Hoogerland     | Pays-Bas              | Vacansoleil-DCM             | 21 pts                |

| Classement de la montagne | Classement de la montagne | Classement de la montagne | Classement de la montagne           | Classement de la montagne |
| Coureur                   | Coureur                   | Pays                      | Équipe                              | Points                    |
| ------------------------- | ------------------------- | ------------------------- | ----------------------------------- | ------------------------- |
| 1er                       | Johnny Hoogerland         | Pays-Bas                  | Vacansoleil-DCM                     | 41 pts                    |
| 2e                        | Thibaut Pinot             | France                    | FDJ                                 | 30 pts                    |
| 3e                        | Rein Taaramäe             | Estonie                   | Cofidis, le Crédit en Ligne         | 25 pts                    |
| 4e                        | David Moncoutié           | France                    | Cofidis, le Crédit en Ligne         | 21 pts                    |
| 5e                        | Jonathan Thiré            | France                    | Big Mat-Auber 93                    | 18 pts                    |
| 6e                        | Guillaume Bonnafond       | France                    | AG2R La Mondiale                    | 17 pts                    |
| 7e                        | Hubert Dupont             | France                    | AG2R La Mondiale                    | 15 pts                    |
| 8e                        | Willem Wauters            | Belgique                  | Vacansoleil-DCM                     | 15 pts                    |
| 9e                        | Robinson Chalapud         | Colombie                  | Colombia es Pasión-Café de Colombia | 13 pts                    |
| 10e                       | Geoffrey Soupe            | France                    | FDJ                                 | 11 pts                    |

| Classement de la montagne | Classement de la montagne | Classement de la montagne | Classement de la montagne           | Classement de la montagne |
| Coureur                   | Coureur                   | Pays                      | Équipe                              | Points                    |
| ------------------------- | ------------------------- | ------------------------- | ----------------------------------- | ------------------------- |
| 1er                       | Johnny Hoogerland         | Pays-Bas                  | Vacansoleil-DCM                     | 41 pts                    |
| 2e                        | Thibaut Pinot             | France                    | FDJ                                 | 30 pts                    |
| 3e                        | Rein Taaramäe             | Estonie                   | Cofidis, le Crédit en Ligne         | 25 pts                    |
| 4e                        | David Moncoutié           | France                    | Cofidis, le Crédit en Ligne         | 21 pts                    |
| 5e                        | Jonathan Thiré            | France                    | Big Mat-Auber 93                    | 18 pts                    |
| 6e                        | Guillaume Bonnafond       | France                    | AG2R La Mondiale                    | 17 pts                    |
| 7e                        | Hubert Dupont             | France                    | AG2R La Mondiale                    | 15 pts                    |
| 8e                        | Willem Wauters            | Belgique                  | Vacansoleil-DCM                     | 15 pts                    |
| 9e                        | Robinson Chalapud         | Colombie                  | Colombia es Pasión-Café de Colombia | 13 pts                    |
| 10e                       | Geoffrey Soupe            | France                    | FDJ                                 | 11 pts                    |

| Classement du meilleur jeune | Classement du meilleur jeune | Classement du meilleur jeune | Classement du meilleur jeune | Classement du meilleur jeune |
| Coureur                      | Coureur                      | Pays                         | Équipe                       | Temps                        |
| ---------------------------- | ---------------------------- | ---------------------------- | ---------------------------- | ---------------------------- |
| 1er                          | Warren Barguil               | France                       | Bretagne-Schuller            | 14 h 10 min 26 s             |
| 2e                           | Romain Bardet                | France                       | France espoirs               | + 12 s                       |
| 3e                           | Thibaut Pinot                | France                       | FDJ                          | + 52 s                       |
| 4e                           | Émilien Viennet              | France                       | France espoirs               | + 5 min 53 s                 |
| 5e                           | Thomas Damuseau              | France                       | Skil-Shimano                 | + 10 min 26 s                |
| 6e                           | Daan Olivier                 | Pays-Bas                     | Rabobank Continental         | + 11 min 56 s                |
| 7e                           | Wilco Kelderman              | Pays-Bas                     | Rabobank Continental         | + 13 min 38 s                |
| 8e                           | Rudy Molard                  | France                       | France espoirs               | + 21 min 11 s                |
| 9e                           | Tom Dumoulin                 | Pays-Bas                     | Rabobank Continental         | + 22 min 39 s                |
| 10e                          | Yoann Michaud                | France                       | France espoirs               | + 22 min 46 s                |

| Classement du meilleur jeune | Classement du meilleur jeune | Classement du meilleur jeune | Classement du meilleur jeune | Classement du meilleur jeune |
| Coureur                      | Coureur                      | Pays                         | Équipe                       | Temps                        |
| ---------------------------- | ---------------------------- | ---------------------------- | ---------------------------- | ---------------------------- |
| 1er                          | Warren Barguil               | France                       | Bretagne-Schuller            | 14 h 10 min 26 s             |
| 2e                           | Romain Bardet                | France                       | France espoirs               | + 12 s                       |
| 3e                           | Thibaut Pinot                | France                       | FDJ                          | + 52 s                       |
| 4e                           | Émilien Viennet              | France                       | France espoirs               | + 5 min 53 s                 |
| 5e                           | Thomas Damuseau              | France                       | Skil-Shimano                 | + 10 min 26 s                |
| 6e                           | Daan Olivier                 | Pays-Bas                     | Rabobank Continental         | + 11 min 56 s                |
| 7e                           | Wilco Kelderman              | Pays-Bas                     | Rabobank Continental         | + 13 min 38 s                |
| 8e                           | Rudy Molard                  | France                       | France espoirs               | + 21 min 11 s                |
| 9e                           | Tom Dumoulin                 | Pays-Bas                     | Rabobank Continental         | + 22 min 39 s                |
| 10e                          | Yoann Michaud                | France                       | France espoirs               | + 22 min 46 s                |

| Classement par équipes | Classement par équipes              | Classement par équipes | Classement par équipes |
| Équipe                 | Équipe                              | Pays                   | Temps                  |
| ---------------------- | ----------------------------------- | ---------------------- | ---------------------- |
| 1re                    | Ag2r La Mondiale                    | France                 | 42 h 31 min 21 s       |
| 2e                     | Cofidis, le Crédit en Ligne         | France                 | + 2 min 35 s           |
| 3e                     | Colombia es Pasión-Café de Colombia | Colombie               | + 3 min 36 s           |
| 4e                     | France espoirs                      | France                 | + 5 min 52 s           |
| 5e                     | NetApp                              | Allemagne              | + 13 min 24 s          |

| Classement par équipes | Classement par équipes              | Classement par équipes | Classement par équipes |
| Équipe                 | Équipe                              | Pays                   | Temps                  |
| ---------------------- | ----------------------------------- | ---------------------- | ---------------------- |
| 1re                    | Ag2r La Mondiale                    | France                 | 42 h 31 min 21 s       |
| 2e                     | Cofidis, le Crédit en Ligne         | France                 | + 2 min 35 s           |
| 3e                     | Colombia es Pasión-Café de Colombia | Colombie               | + 3 min 36 s           |
| 4e                     | France espoirs                      | France                 | + 5 min 52 s           |
| 5e                     | NetApp                              | Allemagne              | + 13 min 24 s          |

## Évolution des classements
| Étape              |                             | Vainqueur _     | Classement général | Classement par points | Meilleur grimpeur | Meilleur jeune  | Meilleure équipe     |
| ------------------ | --------------------------- | --------------- | ------------------ | --------------------- | ----------------- | --------------- | -------------------- |
| Prologue           | contre-la-montre individuel | Wilco Kelderman | Wilco Kelderman    | Wilco Kelderman       | non attribué      | Wilco Kelderman | Rabobank Continental |
| 1re étape          |                             | Jimmy Casper    | Wilco Kelderman    | Jimmy Casper          | Arthur Vichot     | Wilco Kelderman | Rabobank Continental |
| 2e étape           |                             | Thibaut Pinot   | Thibaut Pinot      | Romain Hardy          | Jonathan Thiré    | Thibaut Pinot   | NetApp               |
| 3e étape           |                             | Wout Poels      | Wout Poels         | Wout Poels            | Johnny Hoogerland | Warren Barguil  | AG2R La Mondiale     |
| 4e étape           |                             | Thibaut Pinot   | David Moncoutié    | Wout Poels            | Johnny Hoogerland | Warren Barguil  | AG2R La Mondiale     |
| Classements finals | Classements finals          |                 | David Moncoutié    | Wout Poels            | Johnny Hoogerland | Warren Barguil  | AG2R La Mondiale     |